# Zvolanská
Zvolanská – szczyt górski w północnej części pasma górskiego Branisko we wschodniej Słowacji. Zalesiony, 1064 m n.p.m. Przez szczyt nie przebiega żaden znakowany szlak turystyczny.